# Biltsche Grift
De Biltsche Grift is een waterweg in de Nederlandse provincie Utrecht. Hij loopt over een afstand van ruwweg 10 kilometer vanaf Zeist naar de westelijk daarvan gelegen plaats Utrecht. Het oostelijke deel vanaf Oostbroek (nr. 5 op de grote kaart hieronder) wordt ook aangeduid als de Zeister Grift. In bredere zin werd een, inmiddels opgeheven, waterschap in het gebied van de vaart vernoemd naar de waterweg.

In het westen begint de Biltsche Grift te Utrecht in het noordoosten van de Stadsbuitengracht ter hoogte van de Vaaltbrug. Met een grote noordelijke boog door het Griftpark (nr. 1 op de kaart) loopt de waterweg vervolgens naar de Biltstraat ter hoogte van de voormalige Gildbrug (nr. 2 op de kaart). Ooit lag hier een natuurlijke waterloop van de meanderende rivier de Vecht, die ter hoogte van de stad Utrecht van de rivier de Rijn afsplitste.

## Geschiedenis
Na de middeleeuwen werd tussen circa 1626 en 1642 in opdracht van de Staten van Utrecht vanaf de Gildpoort een aansluitende vaart gegraven naar Huis Zeist (nr. 7). De aanleg van dit stuk van de Biltsche Grift en Zeister Grift werd nog vertraagd door de oplaaiende strijd na het Twaalfjarig Bestand. Tot aan het voormalige Vrouwenklooster van Oostbroek volgt de vaart de Biltse Steenweg. Het doel van de vaart was tweeledig: de afwatering verbeteren en een nieuwe route voor de aan- en afvoer van agrarische goederen. Destijds vormde het een belangrijke transportroute aan de oostzijde van de stad Utrecht, vandaag de dag is deze functie vrijwel geheel vervallen.
Verder is na 1660 de Ridderschapsvaart aan de Utrechtse kant gegraven waardoor er een verbinding kwam van de Biltsche Grift op de Minstroom en in bredere zin de Kromme Rijn. Ook is er in 17e eeuw een nieuwe weg in het gebied van de Biltsche Grift aangelegd die naar Amersfoort loopt. De aanleg van het geheel gaf een impuls aan het gebied en er kwamen nieuwe boerenbedrijven en buitenplaatsen (zie ook het artikel Stichtse Lustwarande). Er was al in de 17e eeuw een sluisje in de vaart. Op deze locatie lag in de 19e eeuw de Biltsche sluis (nabij nr. 4) terwijl in Zeist de Koppelsluis in de vaart lag. Ter hoogte van de Biltsche sluis werd al in de 17e eeuw de vingerhoedfabriek Sluishoef opgericht en heden is er een kleine, 19e-eeuwse buitenplaats gelegen onder diezelfde noemer. Een andere buitenplaats langs de vaart is Sandwijck (nr. 4).
Het Fort op de Biltstraat (nr. 3) is omstreeks 1818 gebouwd als onderdeel in de Nieuwe Hollandse Waterlinie. Het bouwwerk werd toentertijd midden in de Biltsche Grift aangelegd; de scheepvaart diende vervolgens via de fortgracht te varen.
Vanaf 1873 tot het eind van de jaren 20 in de 20e eeuw was er een uitstulping in de Biltsche Grift ter hoogte van de Utrechtse Grasstraat. De uitstulping werd gebruikt als openbare badplaats in de openlucht.
Eind 20e eeuw is overgegaan naar het herstel van de vaart waar die de snelweg A28 kruist (nr. 6).

### Waterschap
Vanaf 1668(?) was er voor het gebied van de vaart het waterschap De Biltsche en Zeister grift. Het waterschap is uiteindelijk omstreeks 1977 opgeheven in een periode van ontpolderingen binnen de gemeenten De Bilt en Zeist.

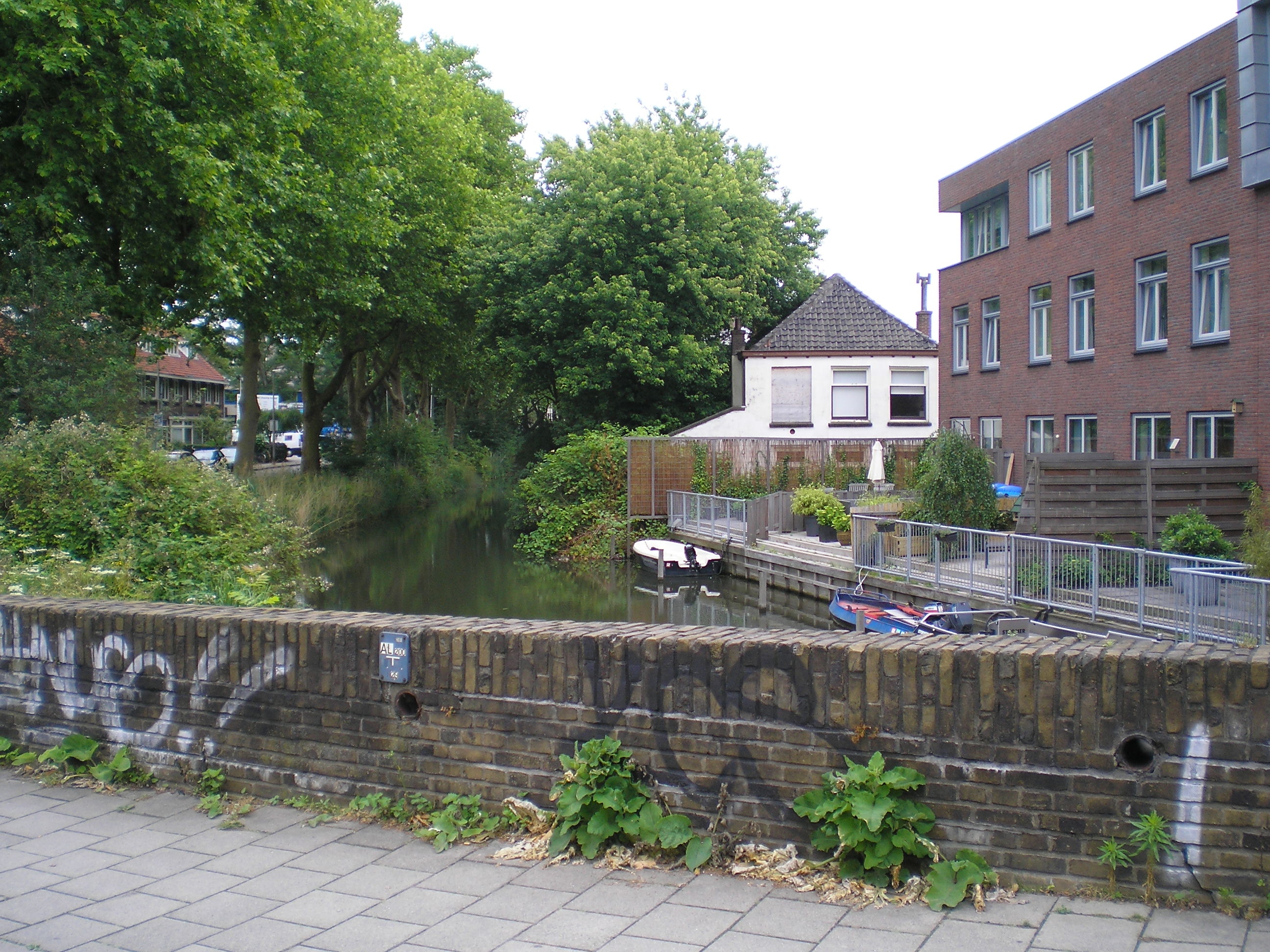
Biltsche Grift gezien vanaf de Kapelburg met links de Alexander Numankade en wat verderop rechts de Griftkade te Utrecht.
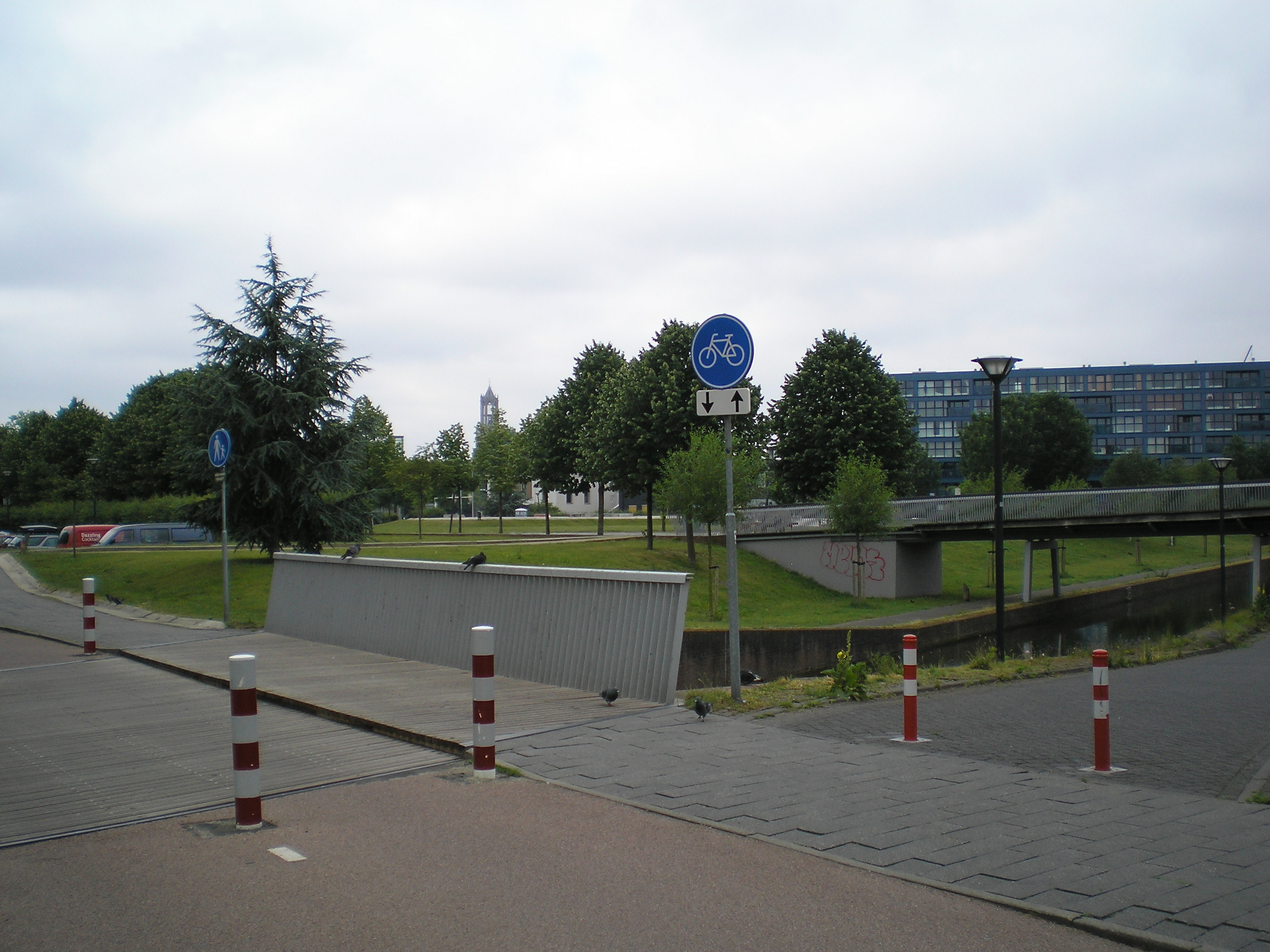
Utrecht: Biltsche Grift gezien vanaf de Kapelburg met het Griftpark, dat aan het watertje zijn naam te danken heeft, en zicht op de Domtoren te Utrecht.
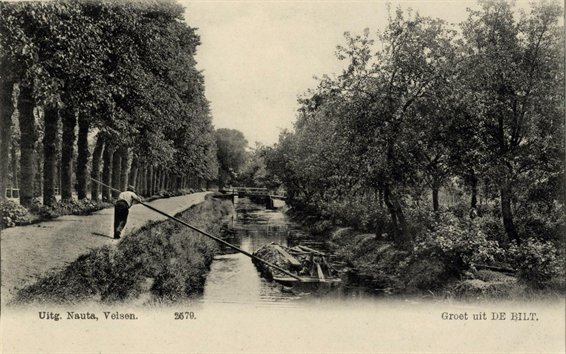
De Biltsche Grift aan het begin van de 20e eeuw in De Bilt. Zichtbaar is ook het jaagpad erlangs.
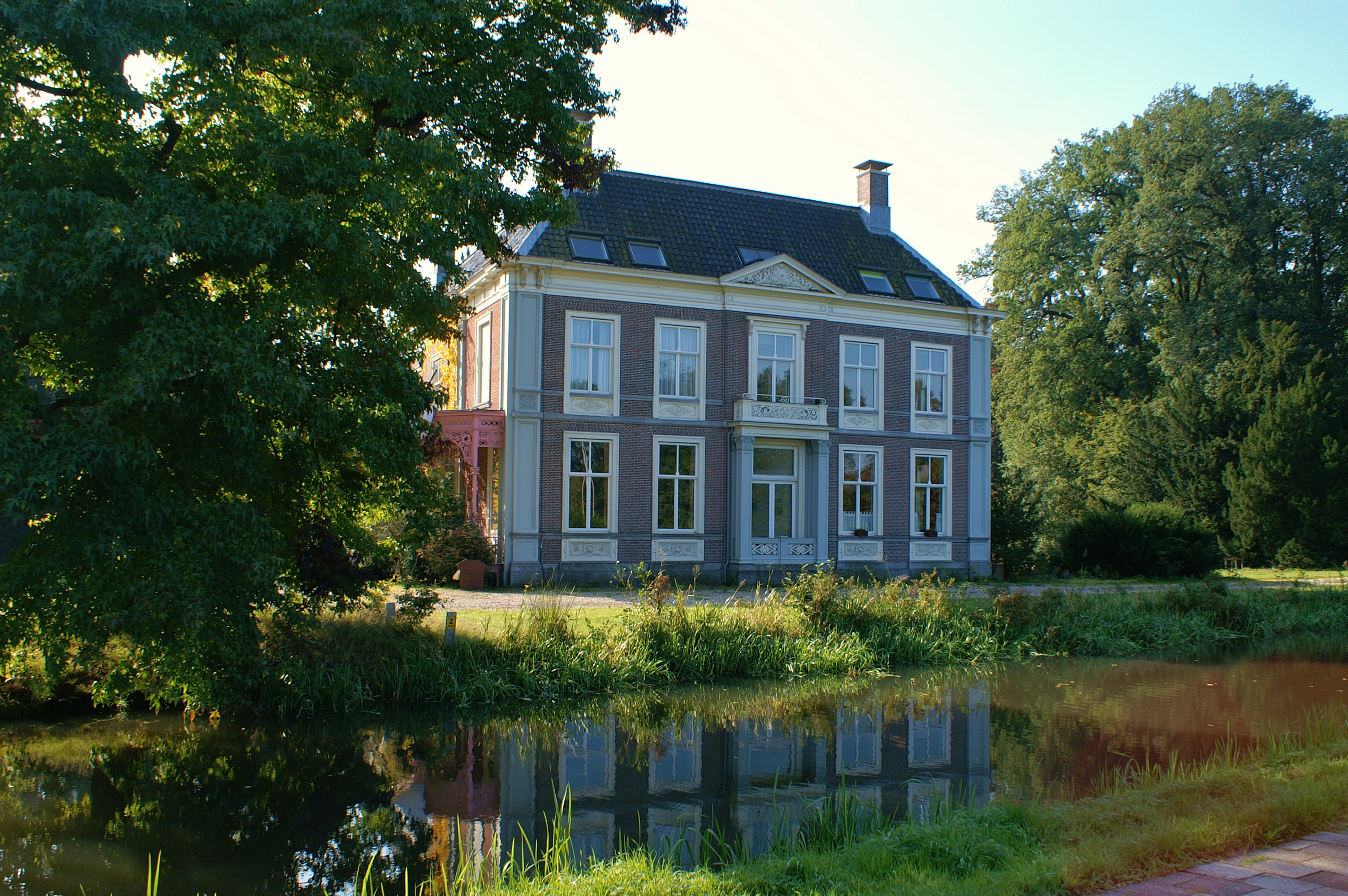
Buitenplaats Sandwijck en op de voorgrond de Biltsche Grift